# Igor' Simutenkov
Igor' Vital'evič Simutenkov (in russo Игорь Витальевич Симутенков?; Mosca, 3 aprile 1973) è un allenatore di calcio ed ex calciatore russo, di ruolo attaccante, assistente allenatore allo Zenit San Pietroburgo.

## Carriera

### Giocatore

#### Club
Cominciò la carriera nell'ex Unione Sovietica, nelle file della Dinamo Mosca, nel 1990. Nelle successive cinque stagioni, le ultime tre delle quali nel campionato russo, militò nel club moscovita, ottenendo il titolo di capocannoniere della Vysšaja Liga 1994, con 21 gol in 28 partite.

Simutenkov in azione alla Reggiana nel 1996

Trasferitosi alla Reggiana nel 1994, disputò quattro annate con il club tra Serie A e Serie B, segnando 10 gol in massima serie e 10 in serie cadetta. L'ultima stagione italiana la visse nelle file del Bologna, con cui realizzò 3 reti in Serie A. In Italia segnò 23 gol in totale; si ricorda la sua ultima presenza con il club felsineo, quando ottenne un discusso rigore a 3' dalla fine della partita interna contro la Sampdoria: la realizzazione da parte del compagno di squadra Klas Ingesson decretò la vittoria dei rossoblù e la retrocessione dei blucerchiati in Serie B dopo 17 anni di militanza in massima serie.
Nel 1999 fu acquistato dal Tenerife, nella Primera División spagnola, dove trascorse tre stagioni. Nel 2002 firmò per i K.C. Wizards, diventando il primo russo della Major League Soccer. In tre stagioni totalizzò 15 gol, ma saltò la maggior parte della terza annata (in cui fu autore di 1 gol) a causa di un infortunio. Mise a segno il golden gol della finale della Lamar Hunt U.S. Open Cup 2004, ma al termine della stagione i Wizards risolsero il suo contratto. Simutenkov fece così ritorno in Russia, nel Rubin.
Il 12 aprile 2005 la Corte di Giustizia Europea avallò la causa n. 265/03 radicata proprio dal calciatore Igor' Simutenkov: non potendo essere schierato regolarmente per il limite sul numero di calciatori extracomunitari, Simutenkov si appellò al partenariato tra Comunità Europea e Russia per essere equiparato a un calciatore comunitario.
Alla fine del campionato 2005, dopo sole tre presenze con il Rubin, annunciò il ritiro dal calcio professionistico, affermando di non poter giocare ad alti livelli per via dei suoi permanenti infortuni. Ciò nonostante, nel 2006 fu inserito nella prima squadra della Dinamo Voronež, formazione della terza divisione russa, con cui ha terminato l'attività agonistica.

#### Nazionale
Conta 9 gol in 20 presenze con la nazionale russa, con cui ha disputato il campionato d'Europa 1996 in Inghilterra. L'ultima partita in nazionale è del 1998.

#### Allenatore
L'11 dicembre 2009 con l’arrivo di Luciano Spalletti come tecnico dello Zenit San Pietroburgo diventa vice allenatore, facendo anche da interprete data la sua conoscenza della lingua italiana e spagnola. Il 18 marzo 2014 con l’arrivo di André Villas-Boas alla guida del club russo rimane nelle stesse vesti.
Il 14 novembre viene nominato vice allenatore della Russia di Fabio Capello in sostituzione del dimissionario Christian Panucci. Il 7 agosto 2015 con l’arrivo di Leonid Sluckij alla guida della nazionale lascia il ruolo.

## Palmarès

### Giocatore

#### Club
- Lamar Hunt U.S. Open Cup: 1

K.C. Wizards: 2004

#### Individuale
- Calciatore russo dell'anno: 1

1994
- Capocannoniere del campionato russo: 1

1994

## Statistiche

### Cronologia presenze e reti in Nazionale
| Cronologia completa delle presenze e delle reti in nazionale ― Russia | Cronologia completa delle presenze e delle reti in nazionale ― Russia | Cronologia completa delle presenze e delle reti in nazionale ― Russia | Cronologia completa delle presenze e delle reti in nazionale ― Russia | Cronologia completa delle presenze e delle reti in nazionale ― Russia | Cronologia completa delle presenze e delle reti in nazionale ― Russia | Cronologia completa delle presenze e delle reti in nazionale ― Russia | Cronologia completa delle presenze e delle reti in nazionale ― Russia |
| Data                                                                  | Città                                                                 | In casa                                                               | Risultato                                                             | Ospiti                                                                | Competizione                                                          | Reti                                                                  | Note                                                                  |
| --------------------------------------------------------------------- | --------------------------------------------------------------------- | --------------------------------------------------------------------- | --------------------------------------------------------------------- | --------------------------------------------------------------------- | --------------------------------------------------------------------- | --------------------------------------------------------------------- | --------------------------------------------------------------------- |
| 17-8-1994                                                             | Klagenfurt am Wörthersee                                              | Austria                                                               | 0 – 3                                                                 | Russia                                                                | Amichevole                                                            | 1                                                                     | 83’                                                                   |
| 9-2-1996                                                              | Ta' Qali                                                              | Islanda                                                               | 0 – 3                                                                 | Russia                                                                | Torneo di Malta 1996                                                  | -                                                                     | 46’                                                                   |
| 11-2-1996                                                             | Ta' Qali                                                              | Russia                                                                | 3 – 1                                                                 | Slovenia                                                              | Torneo di Malta 1996                                                  | 2                                                                     |                                                                       |
| 27-3-1996                                                             | Dublino                                                               | Irlanda                                                               | 0 – 2                                                                 | Russia                                                                | Amichevole                                                            | -                                                                     | 66’                                                                   |
| 24-4-1996                                                             | Bruxelles                                                             | Belgio                                                                | 0 – 0                                                                 | Russia                                                                | Amichevole                                                            | -                                                                     | 79’                                                                   |
| 29-5-1996                                                             | Mosca                                                                 | Russia                                                                | 1 – 0                                                                 | Emirati Arabi Uniti                                                   | Amichevole                                                            | 1                                                                     | 68’                                                                   |
| 2-6-1996                                                              | Mosca                                                                 | Russia                                                                | 2 – 0                                                                 | Polonia                                                               | Amichevole                                                            | -                                                                     | 46’                                                                   |
| 16-6-1996                                                             | Manchester                                                            | Russia                                                                | 0 – 3                                                                 | Germania                                                              | Euro 1996 - 1º turno                                                  | -                                                                     | 66’                                                                   |
| 19-6-1996                                                             | Liverpool                                                             | Russia                                                                | 3 – 3                                                                 | Rep. Ceca                                                             | Euro 1996 - 1º turno                                                  | -                                                                     | 46’                                                                   |
| 7-2-1997                                                              | Hong Kong                                                             | Russia                                                                | 1 – 1 dts (6 – 5 dtr)                                                 | Jugoslavia                                                            | Lunar New Year Cup 1997 - Semifinale                                  | -                                                                     | 57’                                                                   |
| 10-2-1997                                                             | Hong Kong                                                             | Russia                                                                | 2 – 1                                                                 | Svizzera                                                              | Lunar New Year Cup 1997 - Finale                                      | 2                                                                     | 46’                                                                   |
| 12-3-1997                                                             | Belgrado                                                              | Jugoslavia                                                            | 0 – 0                                                                 | Russia                                                                | Amichevole                                                            | -                                                                     | 86’                                                                   |
| 29-3-1997                                                             | Paralimni                                                             | Cipro                                                                 | 1 – 1                                                                 | Russia                                                                | Qual. Mondiali 1998                                                   | 1                                                                     |                                                                       |
| 30-4-1997                                                             | Mosca                                                                 | Russia                                                                | 3 – 0                                                                 | Lussemburgo                                                           | Qual. Mondiali 1998                                                   | 1                                                                     |                                                                       |
| 20-8-1997                                                             | San Pietroburgo                                                       | Russia                                                                | 0 – 1                                                                 | Jugoslavia                                                            | Amichevole                                                            | -                                                                     | 46’                                                                   |
| 10-9-1997                                                             | Sofia                                                                 | Bulgaria                                                              | 1 – 0                                                                 | Russia                                                                | Qual. Mondiali 1998                                                   | -                                                                     | 76’                                                                   |
| 11-10-1997                                                            | Mosca                                                                 | Russia                                                                | 4 – 2                                                                 | Bulgaria                                                              | Qual. Mondiali 1998                                                   | -                                                                     | 46’                                                                   |
| 15-11-1997                                                            | Napoli                                                                | Italia                                                                | 1 – 0                                                                 | Russia                                                                | Qual. Mondiali 1998                                                   | -                                                                     | 59’                                                                   |
| 27-5-1998                                                             | Chorzów                                                               | Polonia                                                               | 3 – 1                                                                 | Russia                                                                | Amichevole                                                            | -                                                                     | 70’                                                                   |
| 30-5-1998                                                             | Tbilisi                                                               | Georgia                                                               | 1 – 1                                                                 | Russia                                                                | Amichevole                                                            | 1                                                                     | 46’ 79’                                                               |
| Totale                                                                |                                                                       | Presenze                                                              | 20                                                                    |                                                                       | Reti                                                                  | 9                                                                     |                                                                       |